# Jean Lamy
Pour les articles homonymes, voir Lamy.
Jean Lamy, né vers 1914 et mort le 10 juin 1934 à Montargis (Loiret), est un ouvrier couvreur blessé mortellement lors d'une contre-manifestation opposée à une réunion des Jeunesses patriotes le 15 mai 1934.

## Biographie
Orphelin de père en 1916, Jean Lamy est un membre du comité antifasciste de Montargis. Il participe à une contre-manifestation à l'appel du comité antifasciste, du Parti communiste, de la SFIO et des syndicats visant à interdire une réunion des Jeunesses patriotes programmée le 15 mai 1934,. Les manifestants tentent à plusieurs reprises de rompre les barrages de police sans succès. Au cours d'échauffourées, Jean Lamy reçoit une balle dans la jambe sans qu'il soit permis d'identifier l'auteur du tir,. Il meurt le 10 juin à l’hôpital de Montargis vers vingt-et-un ans. Le 14 juin, quatre mille personnes assistent à son enterrement.

## Postérité
Une rue porte son nom à Montargis et une autre à Châlette-sur-Loing.